# Coppa del mondo femminile per club FIFA
La Coppa del mondo femminile per club FIFA (in inglese FIFA Women's Club World Cup) è una competizione calcistica femminile la cui organizzazione è stata proposta dalla FIFA (Fédération Internationale de Football Association). La competizione è solo pianificata per il 2026 e il formato del torneo non è stato annunciato.

## Storia

### Precedenti storici
Il campionato internazionale femminile per club, fondato e organizzato dalla Japan Football Association e dalla L. League, è stata la prima competizione di livello intercontinentale disputata tra club di calcio femminile a cadenza annuale. Nell'ottobre 2012, il dirigente senior della L-League, Yoshinori Taguchi, annunciò che intendeva espandere la competizione, al fine d'includere più club campioni continentali, entro i successivi tre anni.
Alla prima edizione, svoltasi in Giappone nel novembre 2012, vide la partecipazione di quattro squadre: Olympique Lyonnais, Canberra United, INAC Kobe Leonessa e NTV Beleza. Alla seconda edizione, oltre alla vincitrice della UEFA Women's Champions League e delle squadre campione d'Australia, campione del Giappone e detentrice della Coppa dell'Imperatrice, venne invitata la formazione vincitrice della Copa Libertadores Femenina, alla quale nella terza edizione si aggiunse anche la vincitrice dell'AFC Women's Club Championship.
Era inoltre previsto che la FIFA approvasse il torneo come equivalente femminile della Coppa del mondo per club FIFA, ma la competizione venne soppressa nel 2014 prima che ciò avvenisse.

### Il progetto della FIFA
Nell'ottobre 2013, il Comitato esecutivo della FIFA ascoltò una proposta della Commissione speciale del calcio femminile per organizzare ufficialmente una Coppa del mondo femminile per club FIFA. Il mese successivo l'emittente brasiliana TV Globo riferì che la FIFA aveva già deciso di organizzare per il  2014 una competizione la cui formula ricordava la Coppa Intercontinentale maschile. Il trofeo si sarebbe dovuto disputare tra la squadra vincitrice della Copa Libertadores Femenina 2013, il São José, e la quadra vincitrice della Women's Champions League 2012-13, ovvero il Wolfsburg, ma la competizione non andò oltre la semplice pianificazione. Nel 2015 la Commissione speciale del calcio femminile propose nuovamente la creazione della Coppa del mondo femminile per club FIFA.
Nell'agosto 2015 la Commissione speciale del calcio femminile confermò di star lavorando per organizzare la Coppa del mondo femminile per club FIFA. La Commissione speciale propose anche un aumento delle squadre e al fine di favorire lo sviluppo delle competizioni a livello confederale in relazione alla Coppa del mondo femminile per club.
Un'amichevole giocata il 26 maggio 2016 tra l'Arsenal (FA Women's Cup) e il Seattle Reign (NWSL Shield) al Memorial Stadium di Seattle è stata descritta come «un trampolino di lancio verso il grande l'idea di un Mondiale per club femminile FIFA».
Nel 2017 il Chief Women's Football Officer Sarai Bareman menzionò la possibilità di un mondiale femminile per club, affermando che «dobbiamo stare molto attenti a come lo introduciamo, quando lo introduciamo e deve includere tutte le regioni. Come ben sapete, non tutte le regioni sono allo stesso livello di sviluppo, ma esiste una straordinaria opportunità e dobbiamo essere molto strategici e attenti a come lo facciamo».
A luglio 2019, il presidente della FIFA Gianni Infantino ha delineato una proposta per la creazione del torneo il prima possibile.